# At elske Pia
At elske Pia er en dansk dramafilm fra 2017, instrueret af Daniel Joseph Borgman

## Medvirkende
- Pia Skovgaard som Pia
- Céline Skovgaard som Pias Mor
- Jens Jensen som Manden
- Putte Jensen som Søsteren
- Randi Sørensen som Værkstedsgården
- Gitte NielsenV som ærkstedsgården
- Michael Henriksen som Værkstedsgården
- Nguyen Van Phan som Værkstedsgården
- Thi My Chau Nguyen som Værkstedsgården
- Berit Wolf Kristensen som Værkstedsgården
- Mads Averhoff som Værkstedsgården
- Andreas Naum som Værkstedsgården
- Lone Kastrup som Værkstedsgården
- Kim Jensen som Statist fra Værkstedsgården
- Bo Andersen som Statist fra Værkstedsgården
- Nina Maria Lykke Bach som Statist fra Værkstedsgården
- Lise-Lotte Klinge som Statist fra Værkstedsgården
- Jørgen Capello som Statist fra Værkstedsgården
- Peter Rasmussen som Statist fra Værkstedsgården
- Conny Ramshøj Nielsen som Bostedsmedarbejder